# Condado de Horry
O Condado de Horry (em inglês:  Horry County) é um dos 46 condados do estado americano da Carolina do Sul. A sede do condado é Conway e sua maior cidade é Myrtle Beach. Foi fundado em 1801.
O condado possui uma área de 3 250 km², dos quais 2 937 km² estão cobertos por terra e 314 km² por água, uma população de 269 291 habitantes, e uma densidade populacional de 91,7 hab/km² (segundo o censo nacional de 2010). É o quinto condado mais populoso da Carolina do Sul.